# 索韦尔尼
索韦尔尼（法語：Sauverny，法語發音：[sovɛʁni]）是法国东部安省的一个市镇，属于热克斯区。

## 地理
索韦尔尼（46°18'55"N, 6°6'53"E）面积1.89 平方千米，位于法国奥弗涅-罗讷-阿尔卑斯大区安省，该省份为法国东部省份，北起汝拉省，西北接索恩-卢瓦尔省，西接罗讷省和里昂大都会，南至伊泽尔省，东与萨瓦省、上萨瓦省和瑞士接壤。
与索韦尔尼接壤的市镇（或旧市镇、城区）包括：塞西、格里伊、韦尔索内、韦尔苏瓦。

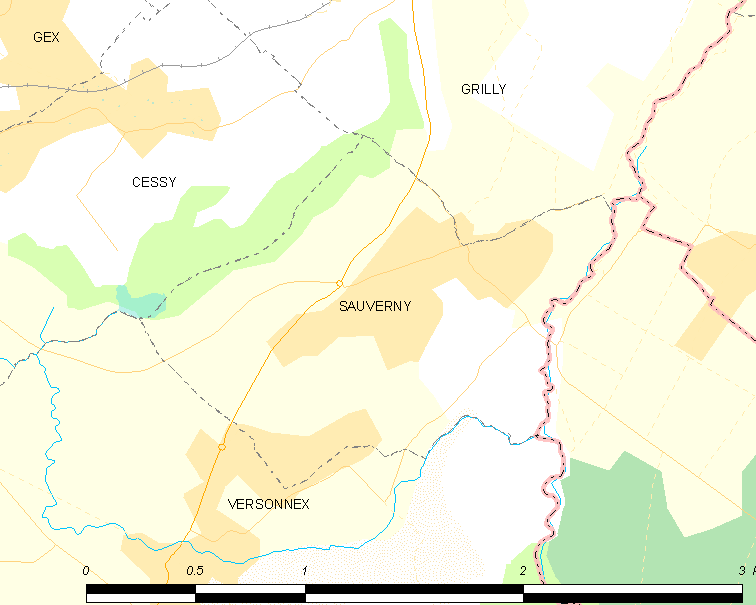
索韦尔尼的OSM定位图

索韦尔尼的时区为UTC+01:00、UTC+02:00（夏令时）。

## 行政
索韦尔尼的邮政编码为01220，INSEE市镇编码为01397。

## 政治
索韦尔尼所属的省级选区为热克斯县。

## 人口

1962-2008年间索韦尔尼人口变化图示

索韦尔尼于2022年1月1日时的人口数量为1003人。